# بط روان
بط روان هو سلالة ثقيلة الوزن من البط المستأنس تتم تربيته أساسا للزينة أو للعرض. بط روان ليس غزير الإنتاج للبيض، لهذا عادة ما يستخدم  لإنتاج اللحوم. نشأت السلالة في نورماندي بفرنسا قبل القرن التاسع عشر.

## معرض الصور

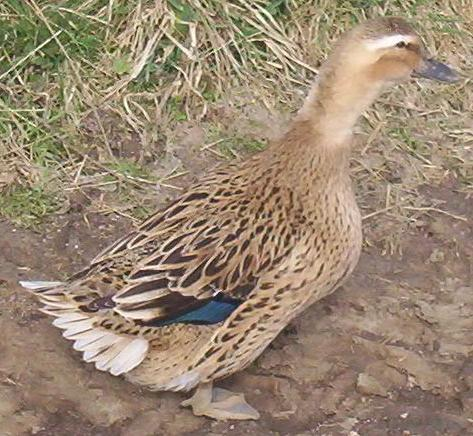
أنثى بط الروان
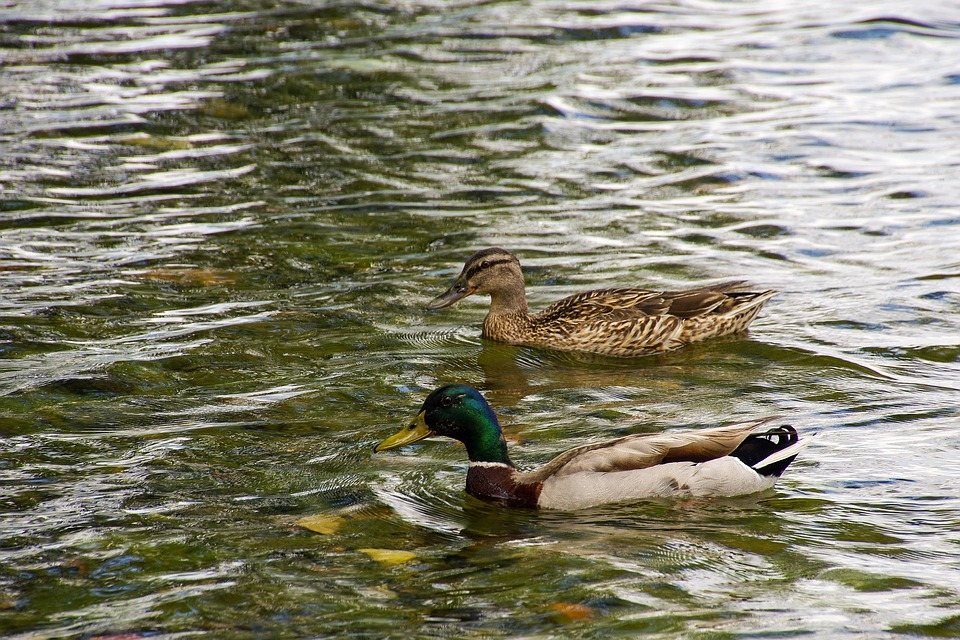
ذكر بط الروان يسبح
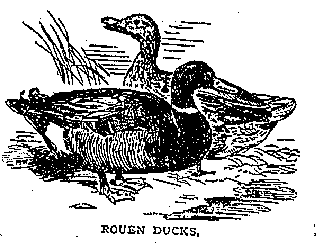
رسم لبط الروان عام 1861 في كتاب إيزابيلا بيتون ويسمى كتاب السيدة بيتون للإدارة المنزلية
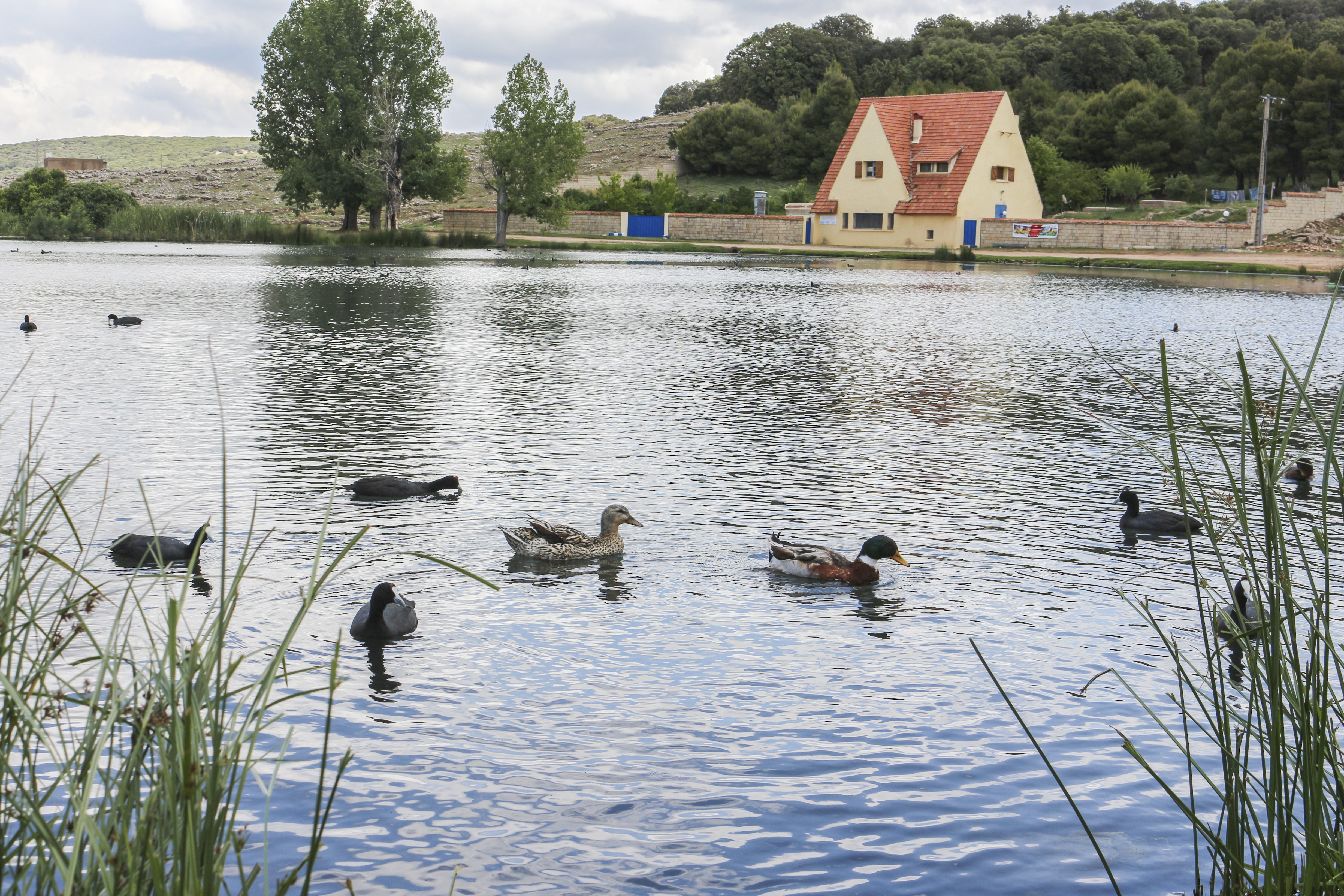
بط روان يسبح في بحيرة زروقة بمدينة إفران بالمغرب.
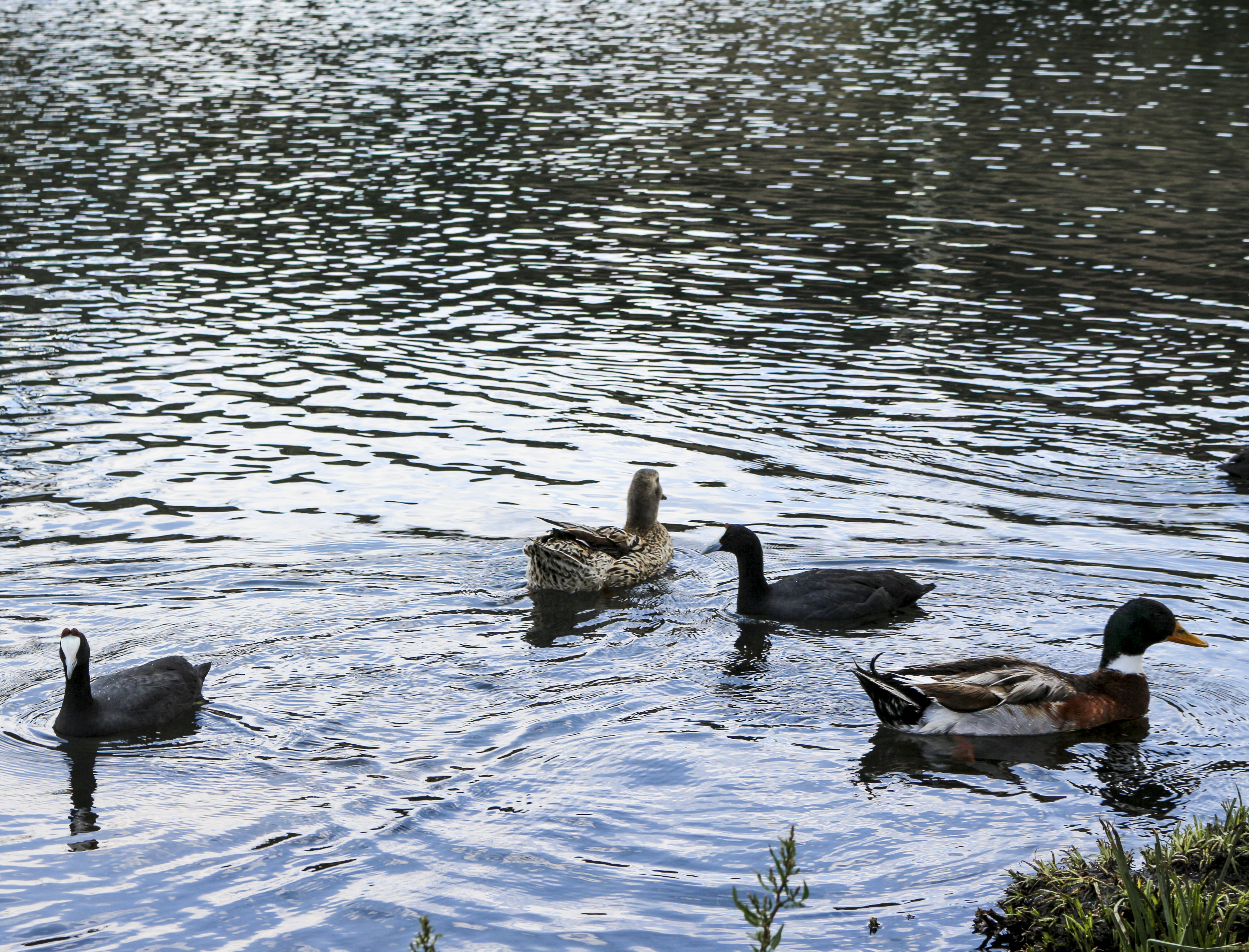
بط روان يسبح في بحيرة زروقة بمدينة إفران بالمغرب إلى جانب الغرة المقنزعة.